# Sérgio Conceição (calciatore 1996)
Sérgio Emanuel Fernandes da Conceição (Porto, 12 novembre 1996) è un calciatore portoghese, difensore dell'AEL Limassol.

## Biografia
È figlio dell'ex calciatore Sérgio Conceição; anche i suoi fratelli minori Francisco e Rodrigo sono calciatori professionisti.

## Caratteristiche tecniche
È un terzino destro.

## Carriera
Conceição ha iniziato la sua carriera calcistica giocando nelle divisioni minori del calcio portoghese con le maglie di Felgueiras 1932, Sobrado, Oliveira do Bairro, Espinho, Cesarense e Chaves B.
Nel 2019 ha firmato con l'Académica ed il 28 dicembre ha debuttato in Segunda Liga nell'incontro vinto 4-3 contro l'Oliveirense. L'anno successivo è passato all'Estrela Amadora, con cui al termine di una stagione disputata da titolare, ha centrato la promozione. Titolare anche l'anno seguente, nel 2022 si è trasferito in Belgio al Seraing.
Il 1º febbraio 2023 ha fatto ritorno in Portogallo firmando per un anno e mezzo con il Portimonense e l'11 marzo ha fatto il suo esordio in Primeira Liga nella trasferta persa 2-0 contro il Chaves. A fine stagione ha cambiato nuovamente squadra firmando con il Feirense.
Il 5 agosto 2024 è passato ai ciprioti dell'Anorthōsis.

## Statistiche

### Presenze e reti nei club
Statistiche aggiornate al 14 novembre 2024.
| Stagione               | Squadra                | Campionato             | Campionato | Campionato | Coppe nazionali | Coppe nazionali | Coppe nazionali | Coppe continentali | Coppe continentali | Coppe continentali | Altre coppe | Altre coppe | Altre coppe | Totale | Totale | Totale |
| Stagione               | Squadra                | Comp                   | Pres       | Reti       | Comp            | Pres            | Reti            | Comp               | Pres               | Reti               | Comp        | Pres        | Reti        | Pres   | Reti   |        |
| ---------------------- | ---------------------- | ---------------------- | ---------- | ---------- | --------------- | --------------- | --------------- | ------------------ | ------------------ | ------------------ | ----------- | ----------- | ----------- | ------ | ------ | ------ |
| 2015-gen. 2016         | Felgueiras 1932        | CdP                    | 2          | 0          | CP              | 0               | 0               | -                  | -                  | -                  | -           | -           | -           | 2      | 0      |        |
| gen.-giu. 2016         | Sobrado                | CdP                    | 11         | 0          | CP              | 0               | 0               | -                  | -                  | -                  | -           | -           | -           | 11     | 0      |        |
| 2016-2017              | Oliveira do Bairro     | 5D                     | 31         | 1          |                 | -               | -               | -                  | -                  | -                  | -           | -           | -           | 31     | 1      |        |
| 2017-2018              | Espinho                | CdP                    | 3          | 0          | CP              | 0               | 0               | -                  | -                  | -                  | -           | -           | -           | 3      | 0      |        |
| 2018-gen. 2019         | Cesarense              | CdP                    | 16         | 1          | CP              | 1               | 0               | -                  | -                  | -                  | -           | -           | -           | 17     | 1      |        |
| gen.-giu. 2019         | Chaves B               | CdP                    | 16         | 0          | -               | -               | -               | -                  | -                  | -                  | -           | -           | -           | 16     | 0      |        |
| 2019-2020              | Académica              | LdH                    | 2          | 0          | CP+CdL          | 0               | 0               | -                  | -                  | -                  | -           | -           | -           | 2      | 0      |        |
| 2020-2021              | Estrela Amadora        | CdP                    | 26         | 0          | CP              | 3               | 0               | -                  | -                  | -                  | -           | -           | -           | 29     | 0      |        |
| 2021-2022              | Estrela Amadora        | LdH                    | 29         | 3          | CP+CdL          | 2+2             | 0               | -                  | -                  | -                  | -           | -           | -           | 33     | 3      |        |
| Totale Estrela Amadora | Totale Estrela Amadora | Totale Estrela Amadora | 55         | 3          |                 | 7               | 0               |                    | -                  | -                  |             | -           | -           | 62     | 3      |        |
| 2022-gen. 2023         | Seraing                | D1                     | 20         | 0          | CB              | 3               | 0               | -                  | -                  | -                  | -           | -           | -           | 23     | 0      |        |
| gen.-giu. 2023         | Portimonense           | PL                     | 4          | 0          | CP+CdL          | 0               | 0               | -                  | -                  | -                  | -           | -           | -           | 4      | 0      |        |
| 2023-2024              | Feirense               | LdH                    | 34+2       | 4+2        | CP+CdL          | 1+0             | 0               | -                  | -                  | -                  | -           | -           | -           | 37     | 6      |        |
| 2024-2025              | Anorthōsis             | A                      | 8          | 1          | CC              | 0               | 0               | -                  | -                  | -                  | -           | -           | -           | 8      | 1      |        |
| Totale carriera        | Totale carriera        | Totale carriera        | 204        | 12         |                 | 12              | 0               |                    | -                  | -                  |             | -           | -           | 216    | 12     |        |